# Диминутив
Диминути́в (или деминути́в, от лат. deminutus — «уменьшенный»), также уменьши́тельная (ласка́тельная) фо́рма — слово (или форма слова), передающие субъективно-оценочное значение малого объёма, размера, обычно выражаемое посредством уменьшительных аффиксов («шка́фчик», «до́мик», «клю́чик», «статуэ́тка»). Значение уменьшительности также может сопровождаться различными эмоционально-экспрессивными окрасками, ласкательности (уменьшительно-ласкательная форма, например, «дочу́рка», «маму́ся», «бабу́ля», «ко́шечка») или уничижительности (уменьшительно-пренебрежительная форма, пейоратив, например, «люди́шки», «наро́дишко»).
Противоположность аугментативу.
Во многих языках есть диминутив имени существительного, а в некоторых (в том числе в русском), и прилагательного (например, «ми́ленький», «чи́стенький»).
Имя собственное также может иметь формы диминутива. Подобные формы имён называются «уменьшительными», «ласкательными» или «гипокористическими». Диминутивы часто используются в артистических псевдонимах (Фред Астер, Миша Майский, Боб Марли, Херби Хэнкок, Фрунзик Мкртчян), изредка — в литературных масках (Саша Чёрный, Макс Фрай). 
Образования с суффиксами субъективной оценки характерны для разговорной, экспрессивно окрашенной речи. Уменьшительно-ласкательные формы часто используются для передачи близких отношений, особенно при общении с маленькими детьми.